# Карлос Понсе
Карлос Армандо Понсе Фрейре (на испански: Carlos Armando Ponce Freyre) е пуерторикански актьор, певец и телевизионен водещ. Известен е с ролите си в различни теленовели, сериали и няколко филми на английски език.

## Биография
Роден е на 4 септември, 1972 г. в Сантурсе, Сан Хуан, Пуерто Рико. Син е на кубинец. След революцията родителите му се преместват в Умакао. През 1986 г. отново се местят в Маями, Флорида. Учи в университета в Маями и през 1990 г. завършва.
Занимава се с музика и актьорство. Има четири деца – Джанкарло, Себастиан Джоел и близначките Наташа и Савана Ала.

## Актьорска кариера
Изявява се в театрални постановки. Поканен е в телевизията „Univision“, за да води предаването „Hablando“. След това отива в Мексико и получава роля в теленовелата „Guadalupe“ заедно с Адела Нориега и Едуардо Янес. След като се връща в Маями продължава да се занимава с телевизия. През 2006 г. е водещ на конкурса „Мис Венецуела“. Участва в теленовелата „Сладка тайна“ през 2007 г.

## Певческа кариера
Издава два албума – „Ponce“ и „Todo lo que Soy“.

## Филмография

### Теленовели
- Кадифе: Новата империя (Velvet: El nuevo imperio) (2025) – Естебан Маркес
- Бедната Силвана (Silvana sin lana) (2016-2017) – Мануел Галардо
- Света дяволица (Santa Diabla) (2013) – Умберто Кано
- Два дома (Los hogares) (2011) – Сантяго Байстерос
- Жестока любов (Perro amor) (2010) – Антонио Брандо
- Дявол с ангелско сърце (Mas sabe el diablo) (2009) – Антонио
- Сладка тайна (Dame chocolate) (2007) – Брус Ремингтон
- Maya & Miguel (2004) – Сантяго Сантос
- Ангел пазител (Ángel de la guarda, mi dulce compañía) (2003) – Густаво
- Без грях (Sin pecado concebido) (2001) – Адриан Мартоел
- Чужди чувства (Sentimientos ajenos) (1996) – Ренато Арамендия

### Филми
- Лош късмет (Just my luck) (2006) – Антонио
- Break in (2006) – Инспектор Радимус
- Stranded (2006) – Инспектор Радимус
- Vanished (2006) – Радимус
- Meet me in Miami (2005) – Луис
- Дюс Бигалоу: Европейското жиголо (Deuce Bigalow: European Gigolo) (2005) – Родриго
- Complete Guide to Guys (2005) – Стив
- Eve (2004) – Джо
- Karen Sisco (2003) – Уил
- Once and Again (2001) – Джанкарло
- 7th Heaven (1998/06) – Карлос Ривера
- Beverly Hills, 90210 – Том Савин